# Quint Curci (acusador)
Quint Curci (llatí: Quintus Curtius) va ser un jove romà del segle i aC. Formava part de la gens Cúrcia, una antiga gens romana d'origen patrici.
L'any 54 aC va acusar Gai Memmi Gemel, candidat al consolat, d'ambitus. Gemel va ser destituït.
Podria ser un dels Triumviri coloniae deducendae, encarregats de la fundació d'alguna colònia juntament amb Marc Silà i Gneu Domici.